# Gerecs Árpád
Gerecs Árpád (1913-ig Gremsperger Árpád) (Zsámbék, 1903. július 18. – Budapest, 1982. január 27.) Kossuth-díjas vegyészmérnök, kémikus, a műszaki tudomány doktora, a Magyar Tudományos Akadémia rendes tagja. Zemplén Géza közeli munkatársaként elméleti szerves kémikusi munkássága elsősorban szénhidrát-kémiai szintézisek kidolgozására irányult. Vegyészmérnöki munkássága hasonlóképpen jelentős a magyarországi gyógyszervegyészet területén, a nevéhez fűződik több gyógyszer előállítása (pl. B1- és P-vitamin, ultraszeptil, sztreptomicin). 1950-től 1955-ig állt a szegedi, 1956-tól 1974-ig a budapesti tudományegyetem alkalmazott kémiai technológiai tanszékei élén, a hazai szakképzés alapjainak lefektetője, intézményi kereteinek megteremtője volt.

## Életútja
Középiskolai tanulmányait Esztergomban végezte, majd 1922-ben beiratkozott a budapesti Királyi József Műegyetemre. 1927-ben szerezte meg vegyészmérnöki oklevelét, ezt követően, 1928–1938 között a műegyetemi szerves kémiai intézetben volt tanársegéd Zemplén Géza mellett. Egyidejűleg 1930-ban megvédte műszaki doktori értekezését, 1930–1931 között pedig belföldi kutatási ösztöndíjas volt. 1938–1950 között a Chinoin Gyógyszer- és Vegyészeti Termékek Gyára Rt.-ban alkalmazták kutatómérnökként, később a gyár műszaki igazgatója lett. Ezzel párhuzamosan 1941-ben a József Nádor Műszaki és Gazdaságtudományi Egyetemen magántanári képesítést szerzett szénhidrát- és glükozidkémiából. 1950-ben a Szegedi Tudományegyetem alkalmazott kémiai tanszékének egyetemi tanárává nevezték ki, az oktatómunkát 1955-ig vezette a tanszéken. Ezzel párhuzamosan 1951–1952 között a Szerves Vegyipari Kutatóintézet, majd 1952–1955 között a Gyógyszeripari Kutatóintézet igazgatói feladatait is ellátta. 1956-tól a fővárosban volt katedrája, 1974-es nyugdíjazásáig tanszékvezető egyetemi tanárként oktatott az Eötvös Loránd Tudományegyetem kémiai technológiai tanszékén.

## Munkássága
Pályája elején, az 1920-as–1930-as években Zemplén Géza közeli munkatársaként és a nevéhez kötődő szerves kémiai iskola követőjeként szénhidrátkémiával, a glükozidok (aloin, rutin, rutinóz stb.) és oligoszacharidok (szacharóz, acetohalogén cukorszármazékok stb.) szintézisével és szerkezetvizsgálatával foglalkozott. Kutatásai eredményeként megoldást dolgozott ki több szénhidrát-kémiai problémára, felfedezte a Pictet–Vogel-féle cukorszintézis sztereoszelektivitását (az a jelenség, hogy a reakcióban részt vevő valamely sztereoizomer a többinél nagyobb mennyiségben képződik). Közös kutatási eredményeiket tekintélyes német szaklapok (pl. Berichte der Deutschen Chemischen Gesellschaft zu Berlin) is közölték. Gerecs pályája későbbi szakaszában sem fordult el a szerves kémiai problémák vizsgálatától, behatóan foglalkozott a fenoléterek izomerizációjával (Fries-átrendeződés), a furán- és indolvázas heterociklusos és heteroaromás vegyületekkel, valamint az alkaloidokkal is. Mindkét akadémiai székfoglalója szerves kémiai témakörben hangzott el (Adatok a Fries-reakcióhoz, 1952; Alfaoxi- és alfahalogén-arilhidrazonokról, 1959).
Az 1930-as évek végétől érdeklődése a szerves kémiai technológiák vegyipari alkalmazásának lehetőségei felé irányult. Vegyészmérnöki munkássága során fontos szerepet játszott a magyarországi gyógyszeripar második világháború utáni megindításában és fellendítésében. Munkájával hozzájárult több gyógyszervegyészeti eljárás kidolgozásához, illetve gyógykészítmény hazai szabadalmaztatásához, valamint a B1-vitamin, a P-vitamin, a pirokatechin, a papaverin, a para-amino-szalicilsav (PAS), az ultraszeptil, a sztreptomicin, a G-penicillin magyarországi előállításához.
Az alkalmazott kémia, kémiai technológia átgondolt, korszerű oktatásának úttörő alakja volt. Negyed évszázadon átívelő tanszékvezetői munkálkodása során az elméleti oktatást szorosan összekötötte a leendő vegyészmérnökök gyakorlati képzésével. Ennek érdekében tanszéke állandó kapcsolatban állt olyan szerves kémiai műhelyek, gyógyszeripari és vegyipari cégek laboratóriumaival, mint például a Chinoin és Gyógynövénykutató Intézete, az Egyesült Gyógyszer- és Tápszergyár, a Tatabányai Szénbányák Vállalat, a Lakk- és Festékipari Vállalat, a Nehézvegyipari Kutatóintézet, a Papíripari Kutatóintézet.
Zsadon Bélával írt Bevezetés a kémiai technológiába című egyetemi tankönyve 1968 és 1995 között öt kiadást ért meg. Pályája során közel száz dolgozata jelent meg, hazai és külföldi folyóiratokban egyaránt.

### Társasági tagságai és elismerései
1951-ben a Magyar Tudományos Akadémia levelező, 1958-ban rendes tagjává választották. Az Akadémia szervezeti keretein belül 1952–1962 között a szerves kémiai technológiai bizottság munkáját irányította elnökként, 1958–1970 között tagja volt a kémiai tudományos osztály vezetőségének, 1961–1964 között pedig részt vett az akadémiai elnökség munkájában. Aktívan közreműködött a szerves kémiai, valamint a műszaki kémiai bizottságok, illetve a Tudományos Minősítő Bizottság tevékenységében. Akadémiai tisztségvállalásai mellett alelnöke volt a Magyar Kémikusok Egyesületének is.
1950-ben chinoinbeli közvetlen munkatársával, Kollonits János vegyészmérnökkel együtt gyógyszervegyészi munkájukért átvehették a Kossuth-díj első fokozatát. 1953-ban a Munka Érdemrend, 1965-ben és 1973-ban a Munka Érdemrend arany fokozatának kitüntetettje lett. 1981-ben az Eötvös Loránd Tudományegyetem díszdoktorává avatták.

## Főbb művei
- A barbaloinról. Budapest. 1930
- Gyógyszerkémia és gyógyszeripar. Budapest. 1942
- Alkalmazott szerves kémia. Szeged. 1951
- Szervetlen kémiai technológia I–II. Budapest. 1959
- Vegyipari műveletek és gépek. Budapest. 1964
- Bevezetés a kémiai technológiába. Budapest. 1968 (Zsadon Bélával)

## További irodalom
- Beck Mihály: Gerecs Árpád (1903–1982). Magyar Tudomány 1982. 5. sz.
- Zsadon Béla: Emlékezés Gerecs Árpádra. Kémiai Közlemények 1985. 1. sz.